# Шпанске суверене територије
Мјеста суверенитета (шп. Plazas de soberanía) су шпанске суверене територије у сјеверној Африци. Ово су раздвојени дијелови земљишта расути широм обале Средоземног мора који се граниче са Мароком. Назив се односи на чињеницу да су ове територије биле дио Шпаније од формирања савремене шпанске државе (1492—1556) и разликују се од афричких територија које су биле под шпанском контролом током 19. и 20. вијека.
Историјски гледано, направљена је разлику између великих суверених територија, које чине градови Сеута и Мелиља, и малих суверених територија, који чини више мањих енклава и острва дуж обале. Према данашњем схватању, термин се углавном односи на мале суверене територије.

## Физичка географија
Постоје три историјска мјеста суверенитета:
| Територија                  | Координате                                                     | Површина () |
| Алусемска острва            | 35° 12′ 54″ N 3° 53′ 47″ W / 35.21500° С; 3.89639° З           | 4,6         |
| --------------------------- | -------------------------------------------------------------- | ----------- |
| Пењон де Алусемас           | 35° 12′ 48″ N 3° 53′ 21″ W / 35.21333° С; 3.88917° З           | 1,5         |
| Острво Тиера                | 35° 12′ 55.83″ N 3° 54′ 8.10″ W / 35.2155083° С; 3.9022500° З  | 1,7         |
| Острво Мар                  | 35° 13′ 3.65″ N 3° 54′ 2.69″ W / 35.2176806° С; 3.9007472° З   | 1,4         |
| Чафаринска острва           | 35° 11′ N 2° 26′ W / 35.183° С; 2.433° З                       | 52,5        |
| Острво Конгреса             | 35° 10′ 43.90″ N 2° 26′ 28.31″ W / 35.1788611° С; 2.4411972° З | 25,6        |
| Острво Изабела II           | 35° 10′ 55.77″ N 2° 25′ 46.90″ W / 35.1821583° С; 2.4296944° З | 15,3        |
| Острво Реј                  | 35° 10′ 51.72″ N 2° 25′ 24.96″ W / 35.1810333° С; 2.4236000° З | 11,6        |
| Пењон де Велез де ла Гомера | 35° 10′ 21.29″ N 4° 18′ 2.89″ W / 35.1725806° С; 4.3008028° З  | 1,9         |